# 오세 가에데
오오세 카에데(일본어: 大瀬楓, 1991년 4월 29일 ~ )는 일본 지바현 출신이다.
2010년 8월 9일부터 솔로 활동 중이다.

## 인물
- 좋아하는 음식 : 단 것과 매운 것, 카레, 체리, 라프랑스, 라면
- 싫은 음식 : 조개
- 특기 : 알토 색소폰, 발레, 빠른 말, 영어, 빌드 터치, 달리는 것.
- 취미 : 수다, 댄스, 스포츠
- 동물에 비유하면 고양이